# Australia (2008)
Australia is een periodefilm uit 2008 onder regie van Baz Luhrmann. De film speelt zich af tijdens de bombardementen op Darwin gedurende de Tweede Wereldoorlog en heeft Nicole Kidman en Hugh Jackman in de hoofdrollen.

## Verhaal
Lady Sarah Ashley is een Engelse aristocrate die een ranch, genaamd Faraway Downs erft in Australië in 1939. Ze wordt hier lastiggevallen door veebaronnen en zoekt hulp bij de veedrijver, Drover. Ze werkt in eerste instantie met tegenzin met hem, maar ten slotte valt ze als een blok voor hem. Ondertussen nemen ze ook de zorg op zich voor de halfbloed Aboriginal jongen, Nullah. Hun leven krijgt een drastische wending wanneer Darwin, de stad waarin ze wonen het mikpunt wordt van bombardementen, als de Japanners Australië binnenvallen.

## Rolverdeling
- Nicole Kidman - Lady Sarah Ashley ("Missus Boss")
- Hugh Jackman - Drover, de veedrijver
- David Wenham - Neil Fletcher
- Brandon Walters - Nullah
- Bryan Brown - King Lesley Carney
- Bruce Spence - Dr. Barker
- Jack Thompson - Kipling Flynn
- David Gulpilil - King George
- David Ngoombujarra - Maggarri
- Lillian Crombie - Bandy Legs
- Angus Pilakui - Goolaj
- Ursula Yovich - Daisy
- Yuen Wah - Sing Song
- Jacek Koman - Ivan
- Ben Mendelsohn - Kapitein Emmett Dutton
- Essie Davis - Catherine 'Cath' Carney Fletcher
- Tony Barry - Sergeant Callahan
- Eddie Baroo - Bull
- Arthur Dignam - Pater Benedict
- Matthew Whittet - Broeder Frank
- Anton Monsted - Lord Maitland Ashley (onvermeld)

## Productie
In mei 2005 waren Russell Crowe en Kidman in onderhandelingen te spelen in de toen nog titelloze film van Baz Luhrmann. Om zich voor te bereiden op de film was Kidman maandenlang bezig met het leren van fokken van paarden. Crowe trok zich echter in mei 2006 terug. Dit zou hij gedaan hebben nadat zijn salaris werd verlaagd om meer geld te kunnen gebruiken voor speciale effecten. Crowe vertelde zelf zich niet in een omgeving willen bevinden waarin alles draait om het budget. Acteur Heath Ledger werd kort gezien als zijn vervanger, maar de rol ging in juni 2006 naar Jackman.